# ياجنا

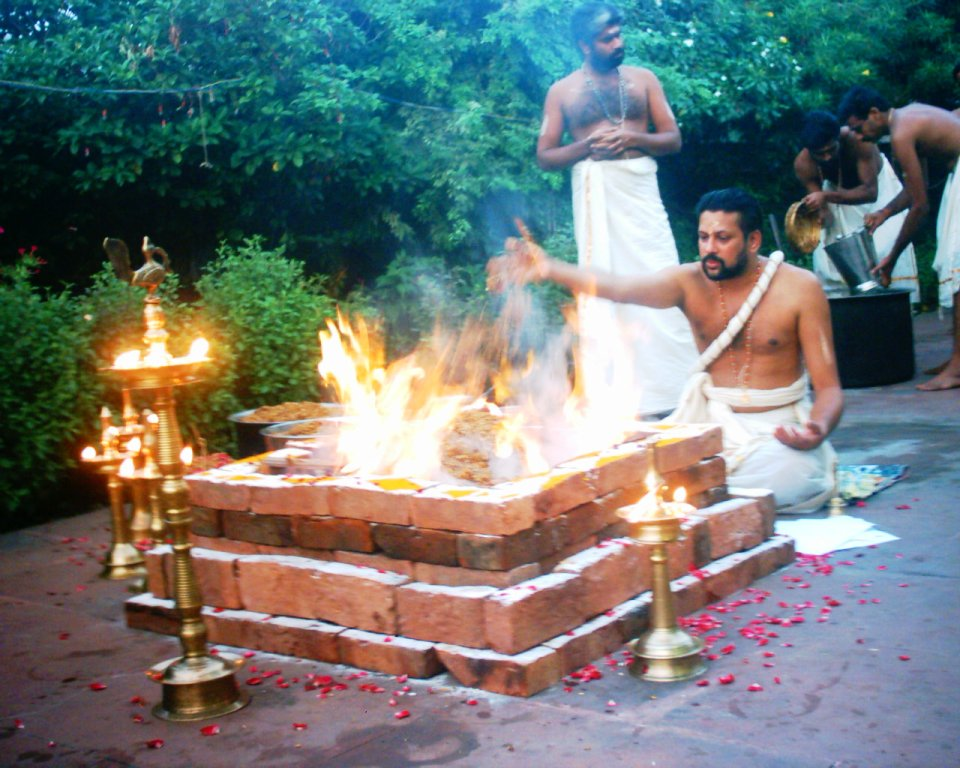
طقس ياجنا يؤديه أحد المعتقدين به

ياجنا أو يجنا أو طقس التقريب (بالإنجليزية: Yajna)‏، (بالسنسكريتية: यज्ञ)‏ تعني الكلمة حرفيَّا: "التضحية، والتفاني، والعبادة والقربان"، وهي تشير في الهندوسية إلى أي شعائر تُقام أمام النار المقدسة، وغالبًا، مصحوبة بأساليب التلاوة الخاصة بالمانترا.